# Diplomystidae
Diplomystidae là một họ cá trê nguyên thủy đặc hữu ở môi trường nước ngọt tại Argentina và Chile ở miền nam Nam Mỹ. 

## Phân loại
Hiện tại, họ này gồm có 6 loài, được phân bổ trong 2 chi.
- Diplomystes
  - Diplomystes camposensis Arratia, 1987
  - Diplomystes chilensis (Molina, 1782) (Tollo)
  - Diplomystes nahuelbutaensis Arratia, 1987

- Olivaichthys
  - Olivaichthys cuyanus (Ringuelet, 1965)
  - Olivaichthys mesembrinus (Ringuelet, 1982)
  - Olivaichthys viedmensis (MacDonagh, 1931)